# Amenemhat I
Sehetepibra Amenemhat, o Amenemhat I, es el faraón que funda la dinastía XII de Egipto; reinó de c. 1990 a 1961 a. C. Manetón le denomina Ammanemes, según Sexto Julio Africano o Ammenemes de Eusebio de Cesarea, aunque solo lo cita como padre de Sesoncosis. El fragmento del Canon de Turín muestra: ...tepib... (registro 2.20). En la Lista Real de Abidos y la Lista Real de Saqqara figura como Sehetepibra.

## Biografía
Amenemhat, por no ser de linaje real accedió al trono con una fuerte oposición por parte de la nobleza que duraría todo el periodo de su reinado. Organizó la capital en Ity-tauy, al sur de Menfis. Reforzó la ribera oriental del Nilo y realizó incursiones militares en Canaán y Libia, más orientadas a mantener las fronteras que a la conquista de territorios.
Amenemhat I murió asesinado, según la Historia de Sinuhé, y su hijo Senusert I (Sesostris I) que era corregente desde el vigésimo año de reinado, le sucedió en el trono. Fue especialmente recordado con posterioridad por el alto grado de progreso que imprimió al país, promoviendo grandes construcciones. En el Museo de San Petersburgo se conserva un papiro que glorifica su gobierno.

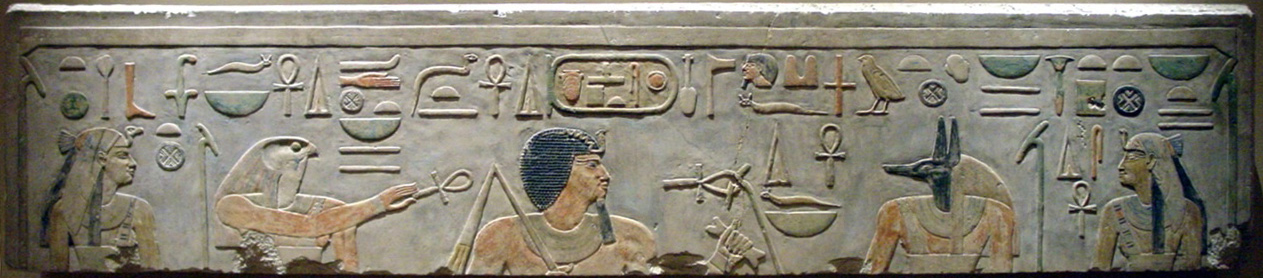
Relieve de Amenemhat I procedente de su templo funerario en El Lisht. MET.

## Testimonios de su época

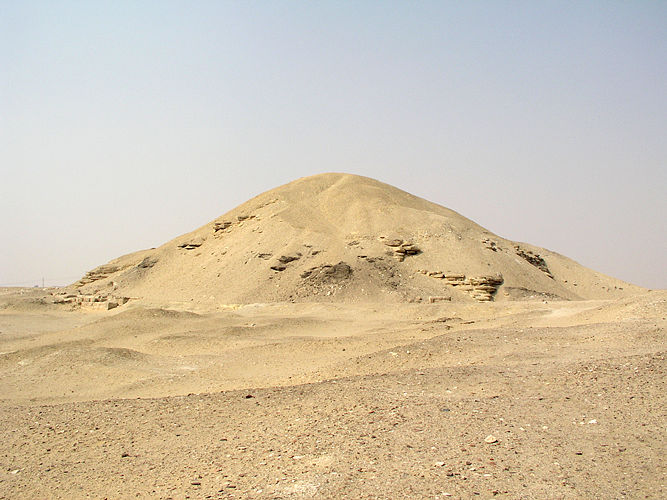
Pirámide de Amenemhat I en El Lisht.

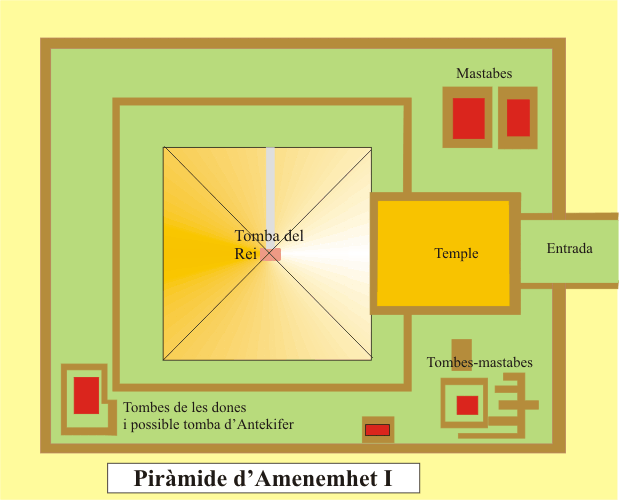
Plano de la pirámide de Amenemhat I.

### Construcciones
Su complejo piramidal, erigido en El Lisht, refleja conceptos arquitectónicos de influencia tebana, con terrazas en dos niveles, como el de Mentuhotep II. La pirámide tuvo 78 m de lado y 55 m de altura. El núcleo está relleno de bloques de piedra expoliados de otras pirámides y templos del Imperio Antiguo, provenientes de Guiza y Saqqara. El revestimiento externo se realizó con reluciente piedra caliza de las canteras de Tura.

### Restos arqueológicos
Su complejo piramidal erigido en El Lisht
Bloques con el nombre del rey en Bubastis (Habachi 1957: 39) y cerca de Qantir (Habachi 1952: 46-56, pl. II-III)
Inscripciones en una roca de Elefantina (de Morgan 1894: 115.1)
Inscripciones en Ayn Soujna (Abd el-Raziq, Castel, Tallet, Ghica 2002: 42-42, no. 5)

### Composiciones literarias
Se menciona al rey en tres composiciones literarias del Imperio Medio: 
La Historia de Sinuhé (Sanehet)
Las Instrucciones de Amenemhat
La Profecía de Neferti

## Titulatura

### Primera parte del reinado
| Titulatura | Jeroglífico | Transliteración (transcripción) - traducción - (referencias) |

| G5 |

| G5 |

| s | R4 · ib | N16 · N16 |

| s | R4 · ib | N16 · N16 |

| s | R4 · ib | N16 · N16 |

| s | R4 · ib | N16 · N16 |

| G5 |

| G5 |

| s | R4 · ib | N16 · N16 |

| s | R4 · ib | N16 · N16 |

| s | R4 · ib | N16 · N16 |

| s | R4 · ib | N16 · N16 |

| G16 |

| G16 |

| s | R4 · ib | N16 · N16 |

| s | R4 · ib | N16 · N16 |

| G16 |

| G16 |

| s | R4 · ib | N16 · N16 |

| s | R4 · ib | N16 · N16 |

| G8 |

| G8 |

| F36 |

| F36 |

| G8 |

| G8 |

| F36 |

| F36 |

| N5 | s | R4 · ib |

| N5 | s | R4 · ib |

| N5 | s | R4 · ib |

| N5 | s | R4 · ib |

| N5 | s | R4 · ib |

| N5 | s | R4 · ib |

| N5 | s | R4 · ib |

| N5 | s | R4 · ib |

| N5 | s | R4 · ib |

| N5 | s | R4 · ib |

| N5 | s | R4 · ib |

| N5 | s | R4 · ib |

| N5 | s | R4 · ib |

| N5 | s | R4 · ib |

| N5 | s | R4 · ib |

| N5 | s | R4 · ib |

| M17 | Y5 · N35 | G17 | F4 |

| M17 | Y5 · N35 | G17 | F4 |

| M17 | Y5 · N35 | G17 | F4 |

| M17 | Y5 · N35 | G17 | F4 |

| M17 | Y5 · N35 | G17 | F4 |

| M17 | Y5 · N35 | G17 | F4 |

| M17 | Y5 · N35 | G17 | F4 |

| M17 | Y5 · N35 | G17 | F4 |

| M17 | Y5 · N35 | G17 | F4 |

| M17 | Y5 · N35 | G17 | F4 |

| M17 | Y5 · N35 | G17 | F4 |

| M17 | Y5 · N35 | G17 | F4 |

| M17 | Y5 · N35 | G17 | F4 |

| M17 | Y5 · N35 | G17 | F4 |

| M17 | Y5 · N35 | G17 | F4 |

| M17 | Y5 · N35 | G17 | F4 |

### Segunda parte del reinado
| Titulatura | Jeroglífico | Transliteración (transcripción) - traducción - (referencias) |

| G5 |

| G5 |

| F25 | F31 | t | G43 |

| F25 | F31 | t | G43 |

| F25 | F31 | t | G43 |

| F25 | F31 | t | G43 |

| G5 |

| G5 |

| F25 | F31 | t | G43 |

| F25 | F31 | t | G43 |

| F25 | F31 | t | G43 |

| F25 | F31 | t | G43 |

| G16 |

| G16 |

| F25 | F31 | t | G43 |

| F25 | F31 | t | G43 |

| G16 |

| G16 |

| F25 | F31 | t | G43 |

| F25 | F31 | t | G43 |

| G8 |

| G8 |

| F25 | F31 | t | G43 |

| F25 | F31 | t | G43 |

| G8 |

| G8 |

| F25 | F31 | t | G43 |

| F25 | F31 | t | G43 |

| N5 | s | R4 · t · p | ib |

| N5 | s | R4 · t · p | ib |

| N5 | s | R4 · t · p | ib |

| N5 | s | R4 · t · p | ib |

| N5 | s | R4 · t · p | ib |

| N5 | s | R4 · t · p | ib |

| N5 | s | R4 · t · p | ib |

| N5 | s | R4 · t · p | ib |

| N5 | s | R4 · t · p | ib |

| N5 | s | R4 · t · p | ib |

| N5 | s | R4 · t · p | ib |

| N5 | s | R4 · t · p | ib |

| N5 | s | R4 · t · p | ib |

| N5 | s | R4 · t · p | ib |

| N5 | s | R4 · t · p | ib |

| N5 | s | R4 · t · p | ib |

| M17 | Y5 · N35 | G17 | F4 · t |

| M17 | Y5 · N35 | G17 | F4 · t |

| M17 | Y5 · N35 | G17 | F4 · t |

| M17 | Y5 · N35 | G17 | F4 · t |

| M17 | Y5 · N35 | G17 | F4 · t |

| M17 | Y5 · N35 | G17 | F4 · t |

| M17 | Y5 · N35 | G17 | F4 · t |

| M17 | Y5 · N35 | G17 | F4 · t |

| M17 | Y5 · N35 | G17 | F4 · t |

| M17 | Y5 · N35 | G17 | F4 · t |

| M17 | Y5 · N35 | G17 | F4 · t |

| M17 | Y5 · N35 | G17 | F4 · t |

| M17 | Y5 · N35 | G17 | F4 · t |

| M17 | Y5 · N35 | G17 | F4 · t |

| M17 | Y5 · N35 | G17 | F4 · t |

| M17 | Y5 · N35 | G17 | F4 · t |